# Rodney J. Bartlett
Rodney Joseph Bartlett (* 31. März 1944 in Memphis (Tennessee)) ist ein US-amerikanischer theoretischer Chemiker.
Bartlett studierte am Millsaps College mit dem Bachelor-Abschluss 1966 und wurde 1971 an der University of Florida in theoretischer Chemie bei Per-Olov Löwdin promoviert. Als Post-Doktorand war er 1971/72 an der Universität Aarhus (bei Jan Linderberg) und 1972 bis 1974 an der Johns Hopkins University. Ab 1974 war er am Battelle-Institut, ab 1977 als Gruppenleiter chemische Physik am Battelle Columbus Lab in Columbus (Ohio) (davor war er am Pacific Northwest Lab von Battelle in Richland (Washington)). Ab 1981 war er Professor an der University of Florida. Ab 1989 war er auch wieder mit dem Pacific Northwest Lab von Batelle verbunden.
1987 war er Guggenheim Fellow in Harvard und Berkeley. Er ist Fellow der American Physical Society und Mitglied der International Academy of Quantum Molecular Science. 2000 erhielt er den Preis der Sektion Florida der American Chemical Society, 2008 die Schrödinger Medal der World Association of Theoretical and Computational Chemists (WATOC), 2007 den American Chemical Society Award in Theoretical Chemistry, 2010 den Southern Chemist Award und 2009 den Boys-Rahman Award der Royal Society of Chemistry. Er ist Ehrendoktor des Millsaps College und der Comenius-Universität in Bratislava.
Er ist für Entwicklungen bei Vielteilchenmethoden in der Quantenchemie bekannt, besonders Coupled Cluster Methoden (CC, siehe Theoretische Chemie): 1982 mit Operatoren für einfache und zweifache Anregung (CCSD), 1987 mit dreifacher Anregung (CCSDT) und später bis zu vier- und fünffacher Anregung. Er propagierte auch das Konzept der Größen-Skalierbarkeit bei Rechnungen in der Quantenchemie, entwickelte die Feynman-Diagrammtechnik für Elektronenkorrelation weiter und koppelte CC mit Vielteilchenstörungstheorie (ab 1985). Die CC Methode fand weite Verbreitung in ab intio Rechnungen der Quantenchemie und hat dort heute eine dominierende Rolle.

## Schriften (Auswahl)
- mit G. D. Purvis: Many Body Perturbation-theory, coupled-pair many-electron theory, and importance of quadruple excitations for correlation problem. Int. J. Quantum Chem., Band 14, 1978, S. 516–581
- mit G. D. Purvis III: A full coupled‐cluster singles and doubles model: the inclusion of disconnected triples, Journal of Chemical Physics. Band 76, 1982, S. 1910–1918
- Many-body perturbation theory and coupled cluster theory for electron correlation in molecules. Annual Review of Physical Chemistry, Band 32, 1981, S. 359–401
- mit M. Urban, J. Noga, S. J. Cole: Towards a full CCSDT model for electron correlation. Journal of Chemical Physics, Band 83, 1985, S. 4041–4046
- mit J. Noga: The full CCSDT model for molecular electronic structure. Journal of Chemical Physics, Band 86, 1987, S. 7041–7050
- Coupled-cluster approach to molecular structure and spectra: a step toward predictive quantum chemistry. Journal of Physical Chemistry, Band 93, 1989, S. 1697–1708
- mit J. F. Stanton: The equation of motion coupled‐cluster method. A systematic biorthogonal approach to molecular excitation energies, transition probabilities, and excited state properties. Journal of Chemical Physics, Band 98, 1993, S. 7029–7039
- mit J. D. Watts, J. Gauss: Coupled‐cluster methods with noniterative triple excitations for restricted open‐shell Hartree–Fock and other general single determinant reference functions. Energies and analytical gradients. Journal of Chemical Physics, Band 98, 1993, S. 8718–8733
- Herausgeber: Recent Advances in Coupled Cluster Methods. World Scientific 1997
- How and why coupled cluster theory became the preeminent method in ab initio quantum chemistry. In: C. Dykstra: Theory and applications of computational chemistry: the first 50 years. Elsevier, 2005, S. 1191
- mit M. Musial: Coupled-cluster theory in quantum chemistry. Reviews of Modern Physics, Band 79, 2007, S. 291
- Herausgeber mit Isaiah Shavitt: Many-body methods in chemistry and physics: MBPT and coupled-cluster theory. Cambridge UP 2009